# 99 км (колійний пост)
99 кіломе́тр — залізничний колійний пост Знам'янської дирекції Одеської залізниці.
Розташований у селі Брусівка Устинівський район Кіровоградської області на лінії Висоцьке — Тимкове між станціями Бобринець (27 км) та Седнівка (7 км).
Станом на січень 2020 року щодня дві пари дизель-потягів прямують за напрямком Знам'янка/Долинська — Помічна, проте не зупиняються.